# Franz Anton von Thun und Hohenstein

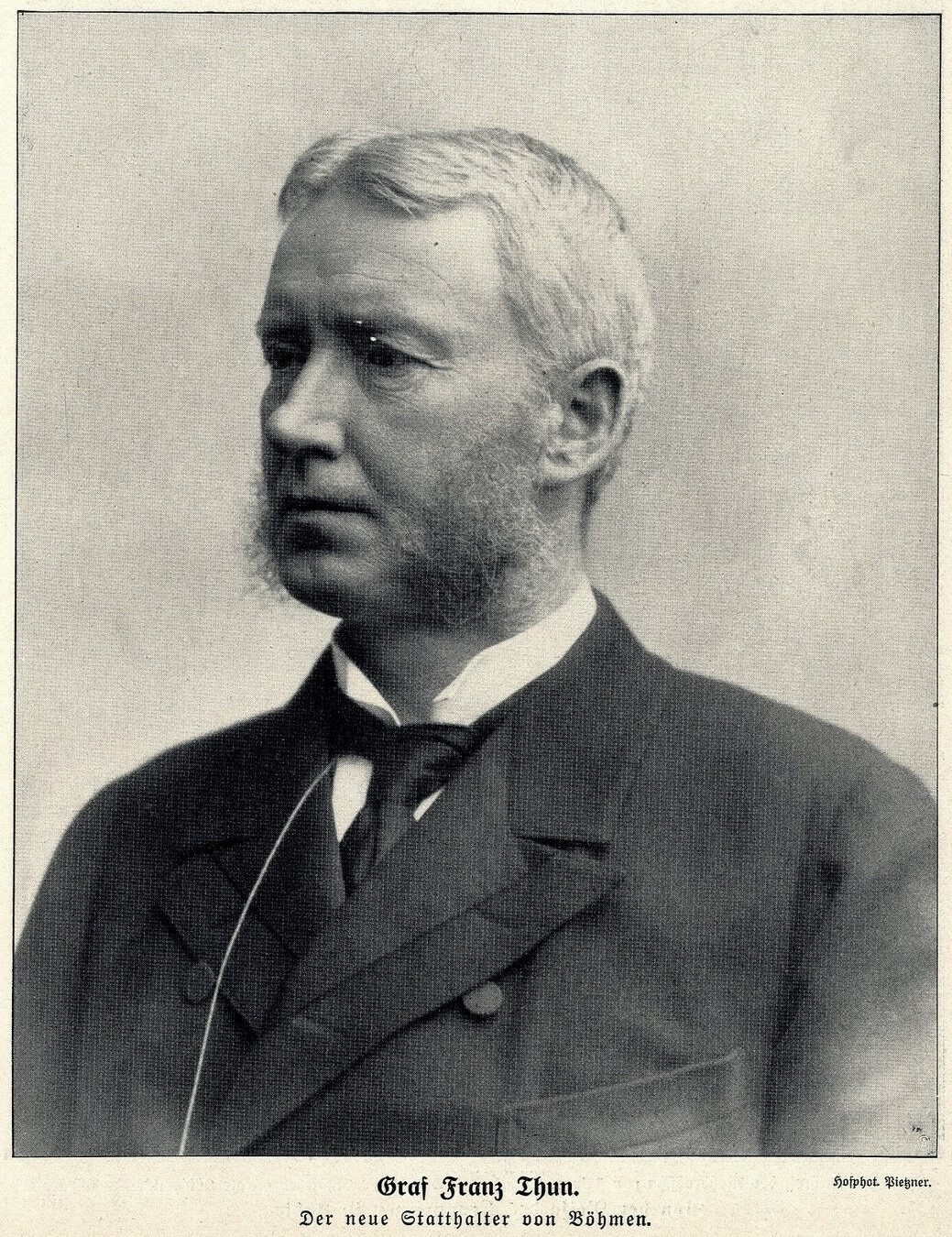
Franz von Thun und Hohenstein, 1911.

För andra betydelser, se Franz Anton von Thun und Hohenstein (olika betydelser).
Franz Anton von Thun und Hohenstein,  född den 2 september 1847 i Tetschen, död där den 1 november 1916, var en österrikisk greve och statsman. Han var son till Friedrich von Thun und Hohenstein.
von Thun und Hohenstein blev efter faderns död 1881 ärftlig medlem av österrikiska herrehuset och 1883 ledamot av Böhmens lantdag. Han var en kraftig förfäktare av klerikala och
feodala grundsatser och av tjeckernas statsrättsliga fordringar. von Thun und Hohenstein utsågs i september 1889 till ståthållare i Böhmen, vilket ansågs beteckna ett stort tillmötesgående gentemot tjeckerna. Emellertid uppfyllde han inte dessas förhoppningar, utan arbetade för en försoning mellan tyskar och tjecker med lika rätt för båda, vilket i hög grad ådrog honom ungtjeckernas ovilja. Då dessa segrade vid lantdagsvalen 1895, lämnade han sitt ämbete (i februari 1896). Efter von Gautsch var von Thun und Hohenstein den 5 mars 1898–2 oktober 1899 ministerpresident och inrikesminister. Han åstadkom visserligen en ny Ausgleich med Ungern, men kunde inte övervinna tyskarnas obstruktion i riksrådet eller uppfylla sina löften till tjeckerna. År 1911 upphöjdes von Thun und Hohenstein till furste i samband med att han för andra gången blev ståthållare i Böhmen. Han avgick 1915 av hälsoskäl.